# انیس‌الدوله
فاطمه ملقب به انیس‌الدوله همسر مورد علاقه و سوگلی حرم‌سرای ناصرالدین‌شاه قاجار، پادشاه ایران بود که تنها یک دختر به نام همدم السلطنه قاجار از شاه داشت که در نوجوانی به عقد شاهزاده عبدالحسین میرزا فرمانفرما در آمد . مقام انیس‌الدوله بر سایر همسران ناصرالدین شاه برتری داشت و عملاً می‌توان او را ملکهٔ ایران دانست. او از سوی شاه «نشان حمایل آفتاب» و «تمثال همایونی» دریافت کرده بود و مقام رئیس اندرونی را داشت و وظایفی اداری همچون پذیرا شدن زنان بزرگ را برعهده داشت.

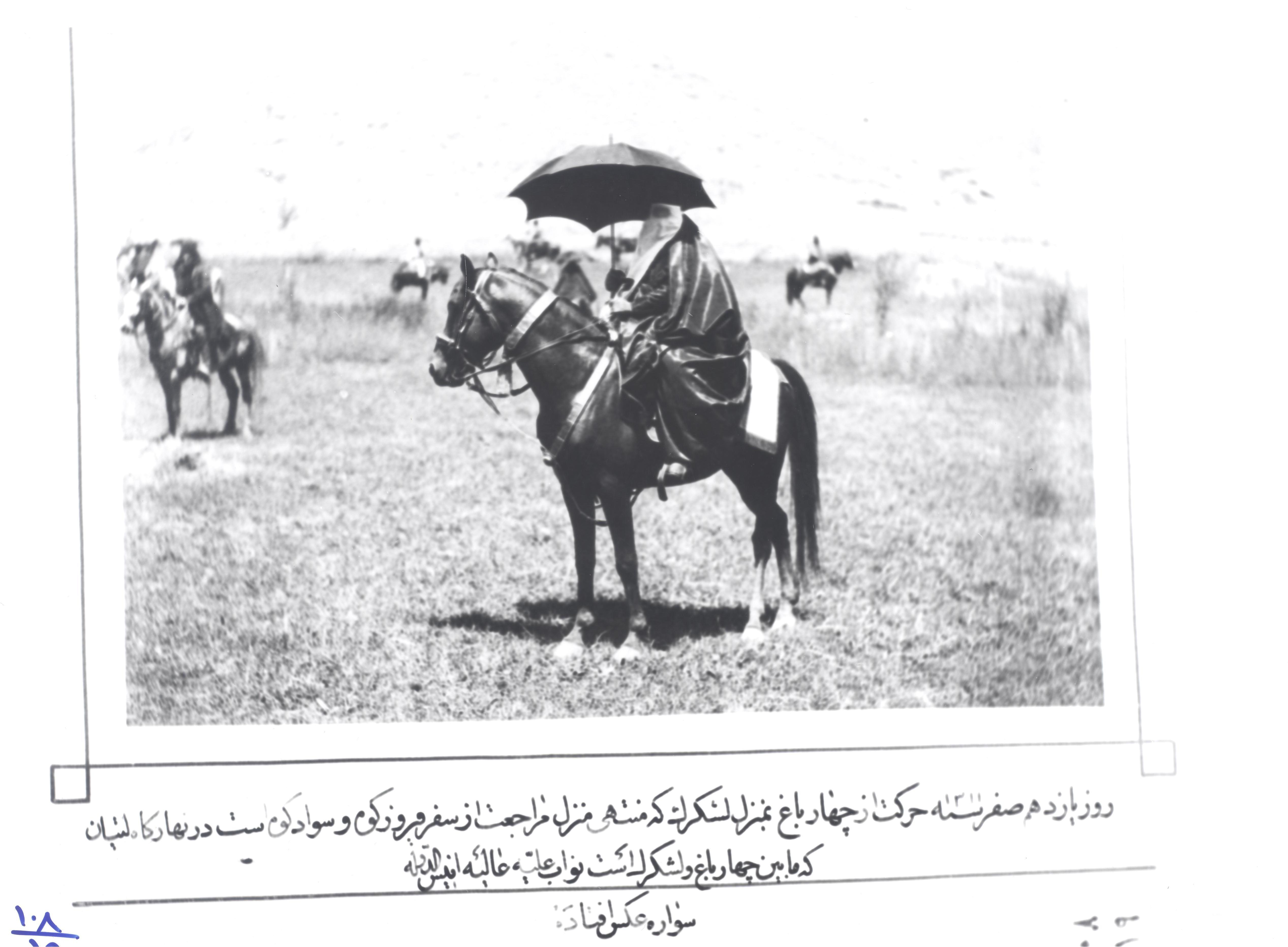
نوشتهٔ زیر نگاره: «روز یازدهم صفر سنه ۱۳۱۱ حرکت از چهارباغ بمنزل لشکرک که منتهی منزل مراجعت از سفر فیروزکوه و سوادکوه است در نهارگاه لتیان که مابین چهارباغ و لشکرک است نواب علیه انیس‌الدوله سواره عکس افتاده» (حدوداً ۱ شهریور ۱۲۷۲)

## کودکی و خانواده
فاطمه، دختر نورمحمد نامی، در کودکی یتیم شد و مادرش نیز مجدداً ازدواج نمود. فاطمه به ناچار در امامه نزد عمو و عمه خود زندگی سختی را به چوپانی می‌گذراند. عمویش صفر و عمه‌اش نسا نام داشتند. او دو برادر دیگر هم به نام‌های حبیب‌الله و محمدحسن داشت که بعدها به حکومت قم و درجه امیرتومانی رسیدند و به القاب «معظم‌السلطنه» و «معظم‌الدوله» مفتخر شدند.

## رابطه با شاه
آشنایی ناصرالدین‌شاه و انیس‌الدوله در یکی از سفرهای شکار شاه اتفاق افتاد. در سفری که شاه برای شکار به حوالی روستای امامه در منطقه ورجین (رودبار قصران) رفته بود، دختر چوپانی را می‌بیند و پس از اندکی مصاحبت، او را خوش‌صحبت و شیرین‌زبان می‌یابد و با خود به تهران می‌آورد. با مرگ جیران (سوگلی قبلی شاه) خانه و اثاث او به انیس‌الدوله سپرده می‌شود و او به تدریج مقام و نفوذ لازم را پیدا می‌کند.
انیس‌الدوله از ناصرالدین‌شاه صاحب تنها یک فرزند دختر به نام همدم السلطنه قاجار شد . او نسبت به شاه وفاداری حیرت‌انگیزی داشت. او پس از ترور ناصرالدین‌شاه تا زمان مرگ عزادار بوده و زمانی که اتابک حقوق وی را به صورت یک بسته اسکناس برای وی فرستاد، با مشاهده تصویر ناصرالدین‌شاه بر اسکناس‌ها، غش کرد و پس از چند ساعت فوت نمود.

## وظایف اداری

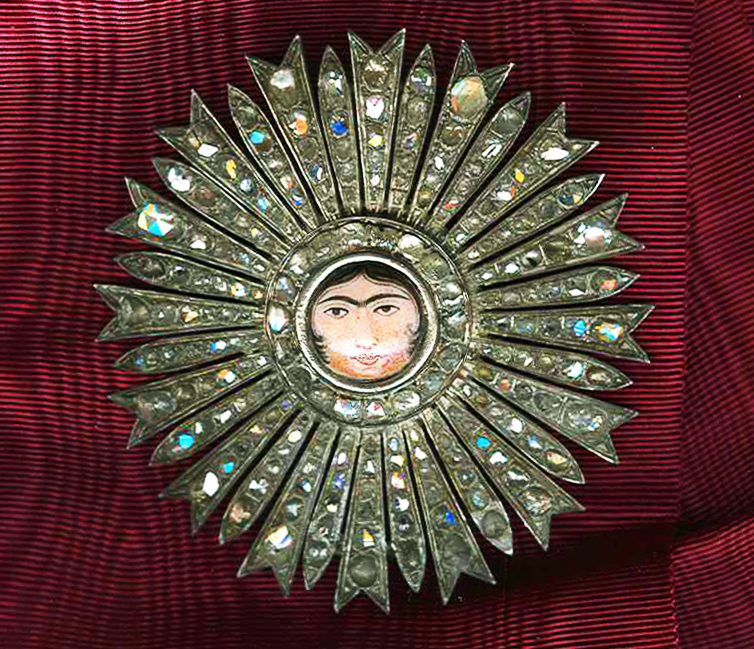
نشان حمایل آفتاب

مقام انیس‌الدوله بر سایر همسران ناصرالدین‌شاه برتری داشت و عملاً می‌توان او را ملکه ایران دانست. او از سوی شاه نشان حمایل آفتاب و تمثال همایونی دریافت کرده بود و برخلاف دیگر زنان شاه، چنان قدرتی داشته است که می‌توانسته با شاه مستقیماً دعوا و حتی قهر کند. اعتمادالسلطنه در کتاب روزنامه وقایع بارها چنین مناسباتی را گزارش نموده است. او دربارهٔ مقام انیس‌الدوله نوشته است:
پذیرایی نسوان بزرگ دولت از بنات ملوک و اشراف و خواتین و شاهزادگان و اعیان و این قبیل امور عظیمه راجعه به سرای درونی همایونی در حیات مرحومه مهد علیا (مادر ناصرالدین‌شاه) و ستر کبری به شخص شریف ایشان اختصاص داشت و بعدها کافه این سنخ اعتبارات و مراتب و مشاغل و مناصب باجواری عضه‌الدهر، ملکه‌العصر، نواب مستطاب متعالیه انیس‌الدوله است.

## سفر فرنگ
او نخستین ملکه ایران است که تا اروپا مسافرت کرد. او با شاه تا مسکو همراه بود ولی حضور دختران اشراف‌زاده روسی و مراسم غربی در جریان خوش‌آمدگویی از آن‌ها باعث برخورد فرهنگی شد و ناصرالدین‌شاه انیس‌الدوله را به تهران برگرداند. ماجرا چنین بود که به محض اینکه شهردار مسکو از ورود انیس‌الدوله اطلاع یافت، تا دروازه شهر رفت و تلاش کرد تا دسته گلی تقدیمش کند، برای گریز از چنین دردسرهایی، مشیرالدوله به شاه توصیه کرد تا انیس‌الدوله را به تهران بازگرداند. در نخستین سفر ناصرالدین شاه به اروپا، شاه که فهمید انیس الدوله قصد دارد در اروپا حجاب بردارد، او و ندیمه‌ها را از نیمه راه به تهران بازگرداند.
شاه در طول سفر مدام نگران عصبانیت انیس‌الدوله از بازگشت اجباری‌اش به کشور بوده و در تلگرافی از لندن، احوال خواجگان و منشی و اقوام وی را نیز جویا شده است:
... جای شما حقیقتاً خالی است که تماشای وضع زن‌ها و مردهای اینجا را بکنید… اگر هوای تهران گرم است، چند روزی مختصراً بروید به صاحبقرانیه. البته بروید. آغامحراب، آغارضی، آغاعلی چه می‌کنند؟ معصومه کجاست؟ چه می‌کند؟ احوال بدرالدوله را بپرسید. سوغات‌های شما را انشاالله از پاریس حاضر می‌کنم.
ولی کار به همین‌جا ختم نشد. انیس‌الدوله در مسکو سوگند یاد کرد تا انتقام کارشکنی مشیرالدوله را بگیرد. او موفق شد روحانیون و درباریان را علیه مشیرالدوله بشوراند. با بازگشت شاه به کشور، مقصود انیس‌الدوله برآمد.

## تغییر مُد آرایش و لباس
اندرونی در دوره ناصرالدین‌شاه مرکز مد ایران شمرده می‌شد و به گزارش دوستعلی‌خان معیرالممالک، زنان شهری پیوسته چشم به آنجا داشتند تا آنچه از پوشش و آرایش تازه در آن به وجود می‌آید، مورد تقلید قرار دهند. انیس‌الدوله در طول سال‌های متمادی در مقام رئیس اندرونی تأثیر بسزایی روی سلیقه و آرایش زنان ایرانی داشت. او توانست آرایش‌های زمخت و سنگینی را که پیش از او باب بود، با آرایش ملایم و مد روز اروپا جایگزین کند. او همچنین در تغییر پوشش زنان نقش مهمی داشت. قهرمان میرزا عین‌السلطنه در کتاب خاطرات خود در این رابطه می‌نویسد:
بیشتر تغییرات لباس حالیه زن‌ها به واسطه اختراع و تفکر حضرت قدسیه پیدا شده، خیلی حق به گردن مردها و زنها دارد. چه این تغییرات اسباب زینت و جلوه خانم‌ها شده، آن لباس‌های کثیف قدیم از میانه رفته؛ مثلاً چارقد «گاز» قالب کرده حالیه را که پیش چارقد قلمکار یا ترمه یا چلوار سی سال پیش بگذارند معلوم می‌شود… همین‌طور بزک‌ها که خیلی ساده و ظریف شده با آن خال‌ها و خط‌ها و رنگک و زلف بچه که مثل فیل نقاشی بودند و تمام بدن را مثل وحشی‌های دنیا از خال رنگ کرده، یا این «فر» تازه که از فرنگ آورده و زلف‌ها را مجعد یا غیر آن با کمال سلیه و قشنگی داغ می‌کنند که هزار مرتبه بر حسن و وجاهت خانم‌ها افزوده.

## نیکوکاری‌ها
انیس‌الدوله به کارهای خیر علاقه داشت:
- اهداء جقه الماس به حرم علی بن ابی‌طالب
- اهداء پرده مرواریددوزی‌شده به حرم حسین بن علی
- اهداء نیم‌تاج طلا به حرم علی بن موسی الرضا
- وقف روستای کاشانک
- بنای پلی در ناصرآباد از توابع لواسان